# Église Saint-Barnabé de Stoke
L’église Saint-Barnabé (anglais : St Barnabas’ Church) est un édifice religieux anglican de la seconde moitié du XXe siècle situé à Nelson, en Nouvelle-Zélande.

## Situation et accès
L’édifice est situé au no 523 de la route Principale (anglais : Main Road), au centre de Stoke (banlieue de Nelson), et plus largement au sud-ouest de la région de Nelson.

## Histoire
La cérémonie de pose de la première pierre a lieu le 27 janvier 1864. Celle de dédicace a lieu le 22 août 1866.

## Statut patrimonial et juridique
L’église est recensée comme lieu historique de catégorie II par Heritage New Zealand, depuis le 25 novembre 1982.